# Komedianty
Komedianty – polski film obyczajowy z 1961 roku w reżyserii Marii Kaniewskiej. Zdjęcia kręcono w Krakowie, Starym Sączu i w Wielogłowach.

## Opis fabuły
Zespół komediantów przygotowuje w Bochni inscenizację „Hamleta”. Młody aktor Janek (Henryk Boukołowski) liczy na to, że zostanie obsadzony w głównej roli. Trupa odnosi sukcesy i porażki. Wreszcie wskutek wewnętrznych intryg i walk o role zespół rozpada się.

## Obsada
- Henryk Boukołowski − Janek Nowiński
- Ewa Radzikowska(inne języki) − Dziunia Jagielska
- Barbara Rachwalska − mama Jagielska, matka Dziuni
- Wiesława Kwaśniewska − Ludka
- Józef Kondrat − Werner
- Jadwiga Andrzejewska − garderobiana Papuzia
- Czesław Kalinowski(inne języki) − Hipolit Gronczewski senior, ojciec Hipolita
- Leonard Pietraszak − Hipolit Gronczewski
- Stanisław Łapiński − ksiądz
- Bohdana Majda − krawcowa
- Roman Sykała − szczerbiec
- Marian Nowicki(inne języki) − dyrektor Gąsowski "Gąsior"
- Tadeusz Schmidt − lekarz z Nowego Sącza

i inni